# New Brunswick (New Jersey)
New Brunswick (auf Deutsch: „Neubraunschweig“) ist eine Stadt im Middlesex County, New Jersey, USA. Das U.S. Census Bureau hat bei der Volkszählung 2020 eine Einwohnerzahl von 55.266 ermittelt.
In der Stadt befindet sich die Rutgers University. Sie ist auch Hauptsitz des großen Konsumgüterherstellers Johnson & Johnson.

## Geographie

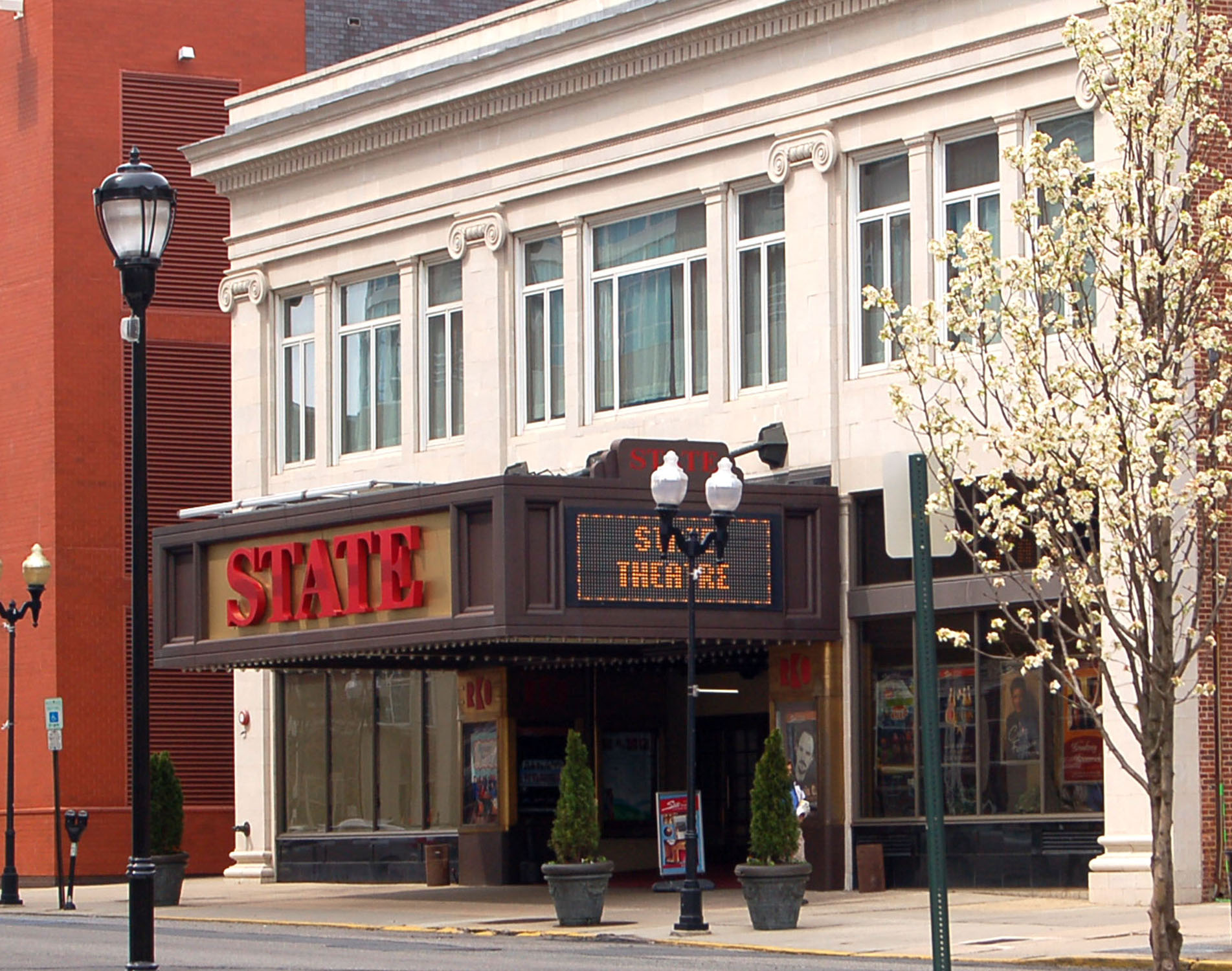
Das Staatstheater von New Jersey in New Brunswick

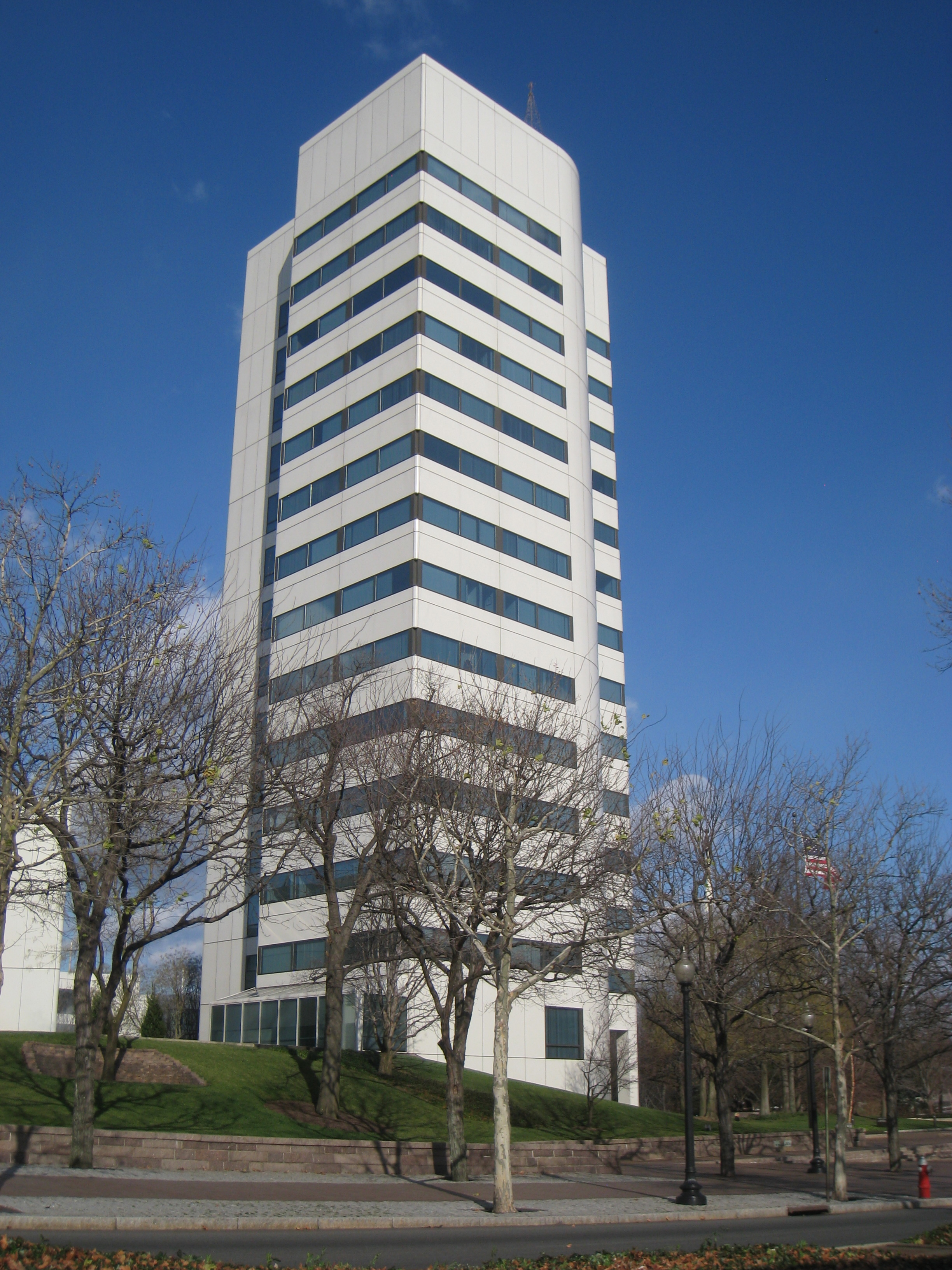
Firmenzentrale des Unternehmens Johnson & Johnson

Nach den Angaben des United States Census Bureaus hat die Stadt eine Gesamtfläche von 14,9 km2, wovon 13,5 km2 Land und 1,3 km2 (9,04 %) Wasser ist. Die Stadt liegt am Raritan River und ist eine Principal City der New York–Newark–Jersey City, NY–NJ–PA Metropolitan Statistical Area, die wiederum Teil der New York Metropolitan Area ist.

## Demographie
Nach der Volkszählung von 2000 gibt es 48.573 Menschen, 13.057 Haushalte und 7.207 Familien in der Stadt. Die Bevölkerungsdichte beträgt 3.585,9 Einwohner pro km2. 48,79 % der Bevölkerung sind Weiße, 23,03 % Afroamerikaner, 0,46 % amerikanische Ureinwohner, 5,32 % Asiaten, 0,08 % pazifische Insulaner, 18,08 % anderer Herkunft und 4,24 % Mischlinge. 39,01 % sind Latinos unterschiedlicher Abstammung.
Von den 13.057 Haushalten haben 29,1 % Kinder unter 18 Jahren. 29,6 % davon sind verheiratete, zusammenlebende Paare, 18,0 % sind alleinerziehende Mütter, 44,8 % sind keine Familien, 24,3 % bestehen aus Singlehaushalten und in 8,4 % Menschen sind älter als 65. Die Durchschnittshaushaltsgröße beträgt 3,23, die Durchschnittsfamiliengröße 3,69.
20,1 % der Bevölkerung sind unter 18 Jahre alt, 34,0 % zwischen 18 und 24, 28,1 % zwischen 25 und 44, 11,3 % zwischen 45 und 64, 6,5 % älter als 65. Das Durchschnittsalter beträgt 24 Jahre. Das Verhältnis Frauen zu Männer beträgt 100:98,4, für Menschen älter als 18 Jahre beträgt das Verhältnis 100:96,8.
Das jährliche Durchschnittseinkommen der Haushalte beträgt 36.080 US-Dollar, das Durchschnittseinkommen der Familien 38.222 US-Dollar. Männer haben ein Durchschnittseinkommen von 25.657, Frauen von 23.604 US-Dollar. Das Prokopfeinkommen der Stadt beträgt 14.308 US-Dollar. 27,0 % der Bevölkerung und 16,9 % der Familien leben unterhalb der Armutsgrenze, davon sind 25,9 % Kinder oder Jugendliche jünger als 18 Jahre und 13,8 % der Menschen sind älter als 65.

## Geschichte
Ursprünglich bewohnt von den Lenni Lenape Ureinwohnern, wurde Brunswick im 17. Jahrhundert von frühen europäischen Immigranten gegründet; der Ort ist nach dem niederdeutschen Namen der Stadt Braunschweig benannt.
Durch die zentrale Lage zwischen New York City und Philadelphia und die Lage am Raritan River wurde Brunswick schnell ein wichtiger Drehpunkt für Reisende und Händler. Über den Raritan and Delaware Canal bestand von 1834 bis 1932 eine schiffbare Kanalverbindung mit Bordentown am Delaware River.

## Städtepartnerschaften
New Brunswick hat vier Partnerstädte:
- Tsuruoka, Japan, seit 1962
- Fukui, Japan, seit 1984
- Limerick City und County, Irland, seit 1999
- Debrecen, Ungarn, seit 1990

## Söhne und Töchter der Stadt
- Alexander Henry (1739–1824), Unternehmer, Pelzhändler, Auktionator und Landspekulant
- James Schureman (1756–1824), Politiker, Bürgermeister von New Brunswick
- Littleton Kirkpatrick (1797–1859), Politiker, Vertreter von New Jersey im US-Repräsentantenhaus
- Charles Leupp (1807–1859), Lederhändler, Kunstsammler und Mäzen
- James Bishop (1816–1895), Politiker, Vertreter von New Jersey im US-Repräsentantenhaus
- Thomas Hill (1818–1891), Universalgelehrter
- William Henry Vanderbilt (1821–1885), Eisenbahnunternehmer
- Augustus Albert Hardenbergh (1830–1889), Politiker, Vertreter von New Jersey im US-Repräsentantenhaus
- William Herring (1833–1912), Lehrer, Schulleiter, Jurist, Bergbaubetreiber und Politiker
- George Webb Appleton (1845–1909), Schriftsteller
- Henry Janeway Hardenbergh (1847–1918), Architekt
- John White Howell (1857–1937), Elektroingenieur
- Annie Warburton Goodrich (1866–1954), erste weibliche Dekanin Yale-Universität, Präsidentin International Council of Nurses
- Joseph C. Castner (1869–1946), Generalmajor der United States Army
- George Sebastian Silzer (1870–1940), Politiker, Gouverneur von New Jersey
- James P. Johnson (1894–1955), Pianist und Komponist
- Harold Ellis Jones (1894–1960), Entwicklungspsychologe
- Jack Cole (1911–1974), Tänzer und Choreograf
- Joe Barzda (1915–1993), Autorennfahrer
- Bibi Osterwald (1918–2002), Theater- und Filmschauspielerin sowie Sängerin
- Peter Elias (1923–2001), Wissenschaftler und Professor für Informationstheorie am MIT
- Dorothy Gilman (1923–2012), Schriftstellerin
- Joe Pass (1929–1994), Jazzgitarrist
- Mary Gaillard (1939–2025), theoretische Physikerin
- Peter Downsbrough (1940–2024), US-amerikanisch-belgischer Bildhauer, Fotograf und Konzeptkünstler
- Barbara Hanawalt (* 1941), Historikerin
- Abbey Rader (* 1943), Jazzmusiker
- Michael Douglas (* 1944), Schauspieler und Produzent
- Peter Howley (* 1946), Pathologe und Virologe
- Lenny Kaye (* 1946), Gitarrist und Komponist der Patti Smith Group
- Franke Previte (* 1946), Sänger, Songwriter und Musikproduzent
- Alan Guth (* 1947), theoretischer Physiker und Kosmologe
- Woody Johnson (* 1947), Unternehmer
- Joe Theismann (* 1949), American-Football-Spieler
- Mark Helias (* 1950), Kontrabassist des Creative Jazz
- George J. Terwilliger (* 1950), Jurist, stellvertretender US Attorney General
- Jeff Shaara (* 1952), Militärschriftsteller
- Charles Petzold (* 1953), Programmierer
- Alan R. Saltiel (* 1953), Biochemiker
- Robert Pastorelli (1954–2004), Schauspieler
- Rob Epstein (* 1955), Dokumentarfilmer, Regisseur, Autor und Produzent
- Brandon Ross (* 1955), Jazzmusiker
- Charles L. Bennett (* 1956), Astrophysiker
- Linda Emond (* 1959), Schauspielerin
- Phyllis Lyons (* 1960), Schauspielerin
- Michael J. Pappas (* 1960), Politiker, Vertreter von New Jersey im US-Repräsentantenhaus
- Brian Lawton (* 1965), Eishockeyspieler und -funktionär
- James Berardinelli (* 1967), Filmkritiker
- Jenny Siler (* 1971), Schriftstellerin
- Jonathan Leshnoff (* 1973), Komponist und Musikpädagoge
- David S. Miller (* 1974), Linux-Kernel-Entwickler
- Jaheim (* 1978), R&B-Sänger
- Brian Sicknick (1978–2021), Polizist
- Paul Wesley (* 1982), Schauspieler
- Heather O’Reilly (* 1985), Fußballspielerin
- Dwayne Jarrett (* 1986), Footballspieler
- Jenna Hagglund (* 1989), Volleyballspielerin
- Alyssa Campanella (* 1990), Schönheitskönigin und Miss USA 2011
- Hasan Piker (* 1991), Webvideoproduzent
- Jalen Brunson (* 1996), Basketballspieler
- Sydney McLaughlin-Levrone (* 1999), Hürdenläuferin
- Laurie Hernandez (* 2000), Turnerin
- Talitha Diggs (* 2002), Sprinterin

Die Post-Hardcore-Band Thursday, die Ska-Punk-Band Streetlight Manifesto und die Rockband The Gaslight Anthem wurden in New Brunswick gegründet.

## Nachweise
1. ↑  www.cityofnewbrunswick.org. (abgerufen am 14. Dezember 2024).
2. ↑  Explore Census Data Total Population in New Brunswick city, New Jersey. Abgerufen am 9. Februar 2023.
3. ↑  Our Sister Cities ǀ NB Sister Cities. New Brunswick Sister Cities Association, abgerufen am 3. Oktober 2022 (englisch).
4. ↑  New Brunswick Sister Cities (Memento vom 29. August 2017 im Internet Archive) In: thecityofnewbrunswick.org